# سلاين
سلاين (بالإنجليزية: Slaine)‏ هو ممثل أمريكي، ولد في 27 سبتمبر 1977 ببوسطن في الولايات المتحدة.

## أعمال

### أفلام
- (2007) رحلت الطفلة رحلت[3]
- (2010) البلدة[4][5]
- (2012) قتلهم بلطف[6]
- (2016) الاستخبارات المركزية[7]

## وصلات خارجية
- سلاين على موقع IMDb (الإنجليزية)
- سلاين على موقع ألو سيني (الفرنسية)
- سلاين على موقع ميوزك برينز (الإنجليزية)
- سلاين على موقع أول موفي (الإنجليزية)
- سلاين على موقع أول ميوزيك (الإنجليزية)
- سلاين على موقع ديسكوغز (الإنجليزية)
- سلاين على موقع ديسكوغز (الإنجليزية)
- سلاين على موقع قاعدة بيانات الفيلم (الإنجليزية)
- سلاين على موقع كينوبويسك (الروسية)